# Luca Denicolà
Luca Denicolà (Lostallo, Suiza, 17 de abril de 1981) es un futbolista suizo, de origen italiano. Juega de defensa y su actual club es el FC Vaduz.

## Selección nacional
Ha sido internacional con la Selección de fútbol de Suiza Sub-21.

## Clubes
| Club                    | País          | Año       |
| ----------------------- | ------------- | --------- |
| Grasshopper-Club Zürich | Suiza         | 1999-2002 |
| BSC Young Boys          | Suiza         | 2002      |
| FC Aarau                | Suiza         | 2003      |
| Grasshopper-Club Zürich | Suiza         | 2004-2007 |
| AC Lugano               | Suiza         | 2007-2010 |
| FC Vaduz                | Liechtenstein | 2010-     |